# Fehér Mihály (ökölvívó)
Fehér Mihály (Taksony, 1945. május 1. – Budapest, 2018. július 19.) magyar ökölvívó, edző.

## Pályafutása
1959 és 1974 között a Csepel ökölvívója volt. Edzői Szabó Pál, Jákói István és Vajdai Artúr voltak. 1969-ban országos bajnok lett könnyűsúlyban. 1969 és 1972 között a magyar válogatott tagja volt. 1969-ben részt vett bukaresti Európa-bajnokságon, ahol helyezetlenül végzett.

## Sikerei, díjai
- Országos bajnokság – könnyűsúly
  - bajnok: 1969
  - 2.: 1970
  - 3.: 1967, 1971, 1972